# Пронурок білоголовий
Пронурок білоголовий (Cinclus leucocephalus) — вид горобцеподібних птахів родини пронуркових (Cinclidae).

## Поширення
Вид поширений в Південній Америці. Трапляється на північному заході Венесуели, заході Колумбії, в Еквадорі, Перу та Болівії.

## Опис
Птах завдовжки 15-16 см, вагою 38-59 г. Верх голови, горло, груди, черево білого кольору. На спині між крилами є біла трикутна пляма. Від дзьоба через очі проходить коричнева смуга, яка далі продовжується на шиї. Крила, спина та хвіст темно-коричневого кольору.

## Спосіб життя
Мешкає в Андах поруч з високогірними стрімкими річками. Взимку мігрує у нижчі широти. Тримається швидкоплинних річок з прозорою водою та кам'янистим дном. Живиться комахами та дрібними безхребетними. Основу раціону складають личинки мошок, одноденок та волохокрильців.

## Розмноження
Сезон розмноження триває з лютого по жовтень. Пронурок білоголовий утворює тимчасові моногамні пари, які розпадаються, коли пташенята стають самостійними. Самиця будує гніздо на скелястому березі неподалік води. У гнізді 2-3 яйця. Насиджує самиця, самець в цей час підгодовує партнерку. Інкубація триває два тижня. Пташенята народжуються сліпі та голі. Самиця вигріває потомство ще два тижні. В цей час самець годує і самицю, і потомство. Згодом, ще десять днів пташенят годують обидва партнери, поки ці не стануть самостійними.